# Самойленко, Кирилл Алексеевич
Кири́лл Алексе́евич Само́йленко (укр. Кірілл Олексійович Самойленко; род. 29 мая 2001, Севастополь) — украинский футболист, вратарь клуба ЛНЗ.

## Клубная карьера
Родился в Севастополе. Воспитанник киевского футбола. В ДЮФЛУ с 2014 по 2020 год выступал за столичные «Атлет», Колледж имени Ивана Поддубного и «Динамо».
В начале июня 2020 года свободным агентом присоединился к черкасскому «Днепру», выступавшему в любительском чемпионате Украины. На профессиональном уровне в футболке черкасского клуба дебютировал 5 сентября 2020 в проигранном (0:4) домашнем поединке 1-го тура группы «Б» Второй лиги Украины против харьковского «Металлиста». Кирилл вышел на поле в стартовом составе и отыграл весь матч. В команде провел 2 сезона, за это время во Второй лиге Украины провел 23 поединка, еще 2 поединка сыграл в кубке Украины.
В конце февраля 2022 года присоединился к «Краматорску», но из-за полномасштабного вторжения России на территорию Украины не успел за «спортклубовцев» сыграть ни одного официального поединка.
В начале августа 2022 года усилил ЛНЗ. В футболе черкасского клуба дебютировал 9 сентября 2022 года в победном (2:0) домашнем поединке 3-го тура группы «Б» Первой лиги Украины против кременчугского «Кременя». Самойленко вышел на поле в стартовом составе и отыграл весь матч. В сезоне 2022/23 годов оставался основным вратарем ЛНЗ, сыграл 19 матчей в Первой лиге и 2 поединка в кубке Украины, а также помог команде выйти в высший дивизион украинского футбола. В Премьер-лиге Украины дебютировал 30 июля 2023 в проигранном (0:2) домашнем поединке 1-го тура против одесского «Черноморца». Кирилл вышел на поле в стартовом составе и отыграл весь матч.

## Карьера в сборной
С 2016 по 2017 год выступал за юношеские сборные Украины U-15, U-16 и U-17.